# Louis de Montety
Pour les articles homonymes, voir Montety.
Louis de Montety, né le 24 novembre 1849 à Sévérac-le-Château (Aveyron) et mort le 31 juillet 1912 à Sévérac-le-Château, est un homme politique français.

## Biographie
Avocat à Rodez, bâtonnier, il est conseiller municipal de Rodez en 1884 et député de l'Aveyron de 1885 à 1893, siégeant à droite.

## Sources
- « Louis de Montety », dans Adolphe Robert et Gaston Cougny, Dictionnaire des parlementaires français, Edgar Bourloton, 1889-1891 [détail de l’édition]
- « Louis de Montety », dans le Dictionnaire des parlementaires français (1889-1940), sous la direction de Jean Jolly, PUF, 1960 [détail de l’édition]